# Abraxas transversa
Abraxas transversa är en fjärilsart som beskrevs av Tutt 1897. Abraxas transversa ingår i släktet Abraxas och familjen mätare. Inga underarter finns listade i Catalogue of Life.